# Noboru Ueda
Noboru "Nobby" Ueda (上田昇?  23 de julio de 1967 en Tahara) es un expiloto de motociclismo japonés.

## Biografía
Compitió exclusivamente en la categoría de 125. Ueda comenzó su carrera con una victoria en Gran Premio de Japón. Gracias a la repercusión por esta victoria, Ueda logra encontrar fondos para cubrir los costes de toda la temporada, inscribiéndose en todas las carreras restantes del calendario como piloto oficial. También alarga su leyenda que el último piloto japonés en obtener una victoria de 125 fue Yoshimi Katayama en el Gran Premio de Alemania de 1967.
Su mejor temporada fue en 1994, cuando acabó segundo en la categoría de 125cc detrás de Kazuto Sakata y en 1997, donde también acabó segundo por detrás de Valentino Rossi. después de doce temporadas en el Mundial, anunció su retirada al final de la temporada 2002, excusándose por la necesidad de recuperarse de sus múltiples heridas de diferentes caídas.

## Trayectoria
Sistema de puntuación de 1988 a 1992:
| Posición | 1.º | 2.º | 3.º | 4.º | 5.º | 6.º | 7.º | 8.º | 9.º | 10.º | 11.º | 12.º | 13.º | 14.º | 15.º |
| Puntos   | 20  | 17  | 15  | 13  | 11  | 10  | 9   | 8   | 7   | 6    | 5    | 4    | 3    | 2    | 1    |

Sistema de puntuación de 1993 en adelante:
| Posición | 1.º | 2.º | 3.º | 4.º | 5.º | 6.º | 7.º | 8.º | 9.º | 10.º | 11.º | 12.º | 13.º | 14.º | 15.º |
| Puntos   | 25  | 20  | 16  | 13  | 11  | 10  | 9   | 8   | 7   | 6    | 5    | 4    | 3    | 2    | 1    |

|
| Color     | Resultado                                                               |
| --------- | ----------------------------------------------------------------------- |
| Oro       | Ganador                                                                 |
| Plata     | 2.ª plaza                                                               |
| Bronce    | 3.ª plaza                                                               |
| Verde     | Finalizó en los puntos                                                  |
| Azul      | Finalizó sin puntos                                                     |
| Azul      | NC - No clasificado                                                     |
| Violeta   | Ret - No terminó (Carrera)                                              |
| Rojo      | DNQ - No se clasificó                                                   |
| Negro     | DSQ - Descalificado                                                     |
| Blanco    | DNS - No empezó (carrera)                                               |
| Blanco    | WD - Retirado (fin de semana)                                           |
| Blanco    | C - Carrera cancelada                                                   |
| Sin color | DNP - Inscrito pero no participó                                        |
| Sin color | INJ - Lesionado                                                         |
| Sin color | EX - Excluido                                                           |
| Estado    | Resultado                                                               |
| Negrita   | Pole position                                                           |
| Cursiva   | Vuelta rápida                                                           |
| †         | Abandona, pero clasifica al completar el porcentaje requerido para ello |

| Año  | Cat.   | Moto                     | 1       | 2       | 3       | 4       | 5       | 6       | 7       | 8       | 9       | 10     | 11      | 12      | 13      | 14      | 15     | 16      | Pts. | Pos. |
| ---- | ------ | ------------------------ | ------- | ------- | ------- | ------- | ------- | ------- | ------- | ------- | ------- | ------ | ------- | ------- | ------- | ------- | ------ | ------- | ---- | ---- |
| 1991 | 125cc  | Hero Sports TS-Honda     | JAP 1   | AUS 3   | USA -   | ESP 1   | ITA Ret | ALE -   | AUT 3   | EUR Ret | NED 12  | FRA 5  | GBR 5   | RSM 9   | CZE Ret | LMA 17  | MAL 7  |         | 105  | 5.º  |
| 1992 | 125cc  | Marlboro Pileri-Honda    | JAP Ret | AUS 16  | MAL 11  | SPA Ret | ITA 3   | EUR 8   | ALE Ret | NED -   | HUN 8   | FRA 2  | GBR 3   | BRA 7   | RSA 5   |         |        |         | 57   | 9.º  |
| 1993 | 125cc  | Marlboro Pileri-Honda    | AUS 8   | MAL 4   | JAP 5   | ESP 5   | AUT Ret | ALE 11  | NED Ret | EUR 1   | RSM 6   | GBR 6  | CZE 4   | ITA Ret | USA 4   | FIM 6   |        |         | 129  | 5.º  |
| 1994 | 125cc  | Givi Racing-Honda        | AUS 7   | MAL 1   | JAP Ret | ESP 4   | AUT 2   | ALE 6   | NED Ret | ITA 1   | FRA 1   | GBR 6  | CZE 2   | USA 9   | ARG 2   | EUR 6   |        |         | 194  | 2.º  |
| 1995 | 250cc  | Maxell Team Global-Honda | AUS 5   | MAL 21  | JAP 14  | ESP 5   | ALE 2   | ITA Ret | NED Ret | FRA 13  | GBR Ret | CZE 9  | RIO 5   | ARG 13  | EUR Ret |         |        |         | 65   | 12.º |
| 1996 | 125cc  | Honda                    | MAL 9   | IDN 6   | JAP 3   | ESP 3   | ITA 12  | FRA 4   | NED 4   | ALE 12  | GBR 6   | AUT 11 | CZE Ret | IMO 11  | CAT 11  | RIO 6   | AUS 8  |         | 126  | 7.º  |
| 1997 | 125cc  | Honda                    | MAL 3   | JAP 1   | ESP 2   | ITA 4   | AUT 1   | FRA Ret | NED 4   | IMO 5   | ALE Ret | RIO 2  | GBR 3   | CZE 1   | CAT 3   | IDN 4   | AUS 1  |         | 238  | 2.º  |
| 1998 | 125cc  | Team Givi-Honda LCR      | JAP Ret | MAL 1   | ESP 5   | ITA 7   | FRA Ret | MAD -   | NED -   | GBR -   | ALE -   | CZE -  | IMO -   | CAT 6   | AUS 18  | ARG 9   |        |         | 62   | 13.º |
| 1999 | 125cc  | Team Givi-Honda LCR      | MAL Ret | JAP Ret | ESP 8   | FRA 5   | ITA 3   | CAT 4   | NED 2   | GBR 2   | ALE 5   | CZE 2  | IMO 5   | VAL 3   | AUS Ret | RSA Ret | RIO 1  | ARG Ret | 171  | 5.º  |
| 2000 | 125cc  | Team Givi-Honda LCR      | RSA 5   | MAL 5   | JAP 2   | ESP 5   | FRA Ret | ITA 6   | CAT Ret | NED 2   | GBR 3   | ALE 13 | CZE 5   | POR Ret | VAL 11  | RIO 6   | PAC 7  | AUS 3   | 153  | 5.º  |
| 2001 | 125cc  | TSR-Honda                | JAP Ret | RSA 3   | ESP 4   | FRA 7   | ITA 1   | CAT Ret | NED 4   | GBR 23  | ALE -   | CZE 11 | POR Ret | VAL Ret | PAC Ret | AUS 11  | MAL 11 | RIO 13  | 94   | 9.º  |
| 2002 | MotoGP | Kanemoto-Honda           | JAP 4   | RSA 11  | ESP 17  | FRA Ret | ITA -   | CAT -   | NED -   | GBR -   | ALE -   | CZE -  | POR Ret | RIO 25  | PAC 27  | MAL 18  | AUS 21 | VAL Ret | 18   | 23.º |